# République des Philippines (1943-1945)
Pour les articles homonymes, voir République des Philippines (homonymie).
1943–1945
Entités précédentes :
- Commonwealth des Philippines

Entités suivantes :
- Commonwealth des Philippines

La république des Philippines est le nom officiel du régime politique des Philippines, durant l'occupation du pays par l'empire du Japon au cours de la Seconde Guerre mondiale. Le régime est également appelé seconde république des Philippines ou, parfois, république des nouvelles Philippines, ce dernier nom correspondant à un usage de propagande et non à une désignation officielle.

## Contexte
Depuis 1935, les Philippines étaient sur la voie de l'indépendance, le régime du Commonwealth des Philippines assurant la transition. L'invasion japonaise des Philippines vint cependant interrompre ce processus. En janvier 1942, les Japonais établirent comme nouveau gouvernement la Commission exécutive des Philippines, présidée par Jorge B. Vargas, pour assurer le gouvernement provisoire de l'agglomération de Manille, puis de l'ensemble du pays à mesure de l'avancement de la conquête. Le 8 décembre 1942, l'Organisation pour le Service des Nouvelles Philippines (Kapisanan sa Paglilingkod sa Bagong Pilipinas, dite KALIBAPI (es)), fut décrétée parti unique, et se chargea de pratiquer une propagande nationaliste et pro-japonaise. Le 6 mai 1943, Hideki Tojo visita les Philippines et incita le parti à préparer une constitution. José P. Laurel prit le 19 juin la tête de la commission pour l'indépendance, chargée de la rédaction de la nouvelle constitution.

## Création de la république des Philippines
Le projet de constitution fut présenté le 3 septembre 1943. Le 20 septembre, des élections législatives formèrent une nouvelle assemblée, formée de membres du KALIBAPI. Le 14 octobre, la république des Philippines fut proclamée, et José P. Laurel élu président. Ce nouveau gouvernement fut reconnu par les pays de l'Axe et considéré par le Japon comme un partenaire au sein de la sphère de coprospérité de la Grande Asie orientale.
Attendu que les Philippines étaient déjà dans un processus d'indépendance avant l'invasion japonaise, et bien que Laurel ait pu se prévaloir de sa qualité d'acteur du processus de 1935, le nouveau régime ne connut qu'un succès de propagande assez médiocre auprès de la population. Durant le gouvernement de Laurel, l'économie des Philippines souffrit particulièrement, du fait de la guerre. Pour combattre une situation de quasi-famine due à la pénurie de riz, le régime lança le mouvement de la Révolution verte, incitant les citoyens à se mobiliser pour planter dans toutes les terres cultivables.
Le régime dut également affronter une forte résistance armée, dont l'importance alla grandissant, jusqu'à rendre très relatif son contrôle et celui des Japonais sur la majorité des provinces. Les forces de résistance étaient composées aussi bien de rebelles fidèles au gouvernement du Commonwealth des Philippines — et parfois épaulées ou encadrées par des militaires américains rescapés de l'invasion de 1941 — que de l'insurrection communiste de la Hukbalahap.
Le 21 septembre 1944, les États-Unis commencèrent à bombarder les Philippines. Pressé par les Japonais, le gouvernement collaborateur philippin déclara la guerre aux Alliés le lendemain.

## Dissolution
En octobre 1944, les troupes américaines débarquèrent, entamant la reconquête du pays, aidées par les forces armées restées fidèles au gouvernement du Commonwealth des Philippines, et par la résistance philippine. L'armée du régime organisa en décembre les Makapili, une milice destinée à combattre les Alliés.
Le régime cessa d'exister dans les faits le 22 mars 1945 quand José P. Laurel et son gouvernement prirent la fuite vers le Japon, pour y animer un gouvernement en exil. Laurel décréta la dissolution du régime le 17 août, deux jours après la reddition du Japon.
En 1948, après l'indépendance du pays, et dans un souci de réconciliation nationale, le président Manuel Roxas décréta une loi d'amnistie étendue à tous les philippins compromis pour collaboration avec les Japonais, à l'exclusion des personnes condamnées pour crimes de sang.